# Scythrophrys sawayae
Scythrophrys sawayae là một loài ếch thuộc họ Leptodactylidae. Nó là đại diện duy nhất của chi Scythrophrys. Đây là loài đặc hữu của Brasil.
Môi trường sống tự nhiên của chúng là rừng ẩm vùng đất thấp nhiệt đới hoặc cận nhiệt đới và đầm nước ngọt có nước theo mùa. Chúng hiện đang bị đe dọa vì mất môi trường sống.

## Sinh thái học
Loài này sinh sống giữa những chiếc lá trên sàn rừng. Khi nó đứng yên, rất khó để phân biệt giữa những chiếc lá chết; hình dạng cơ thể của nó và sự biến đổi màu sắc của nó có thể khiến kẻ săn mồi tiềm năng khó học cách nhận ra nó là con mồi. Khi bị quấy rầy, nó chấp nhận một tư thế phòng thủ, đẩy mạnh chân tay ra bên ngoài, do đó làm cho nó có vẻ lớn hơn so với thực tế. Trong tư thế này và giống với một chiếc lá đã chết, nó tương tự như Proceratophrys boiei, một loài ếch khác được tìm thấy trên sàn rừng mưa của Brazil. 